# Hotaru Yamaguchi
Hotaru Yamaguchi (Prefektura Mie, 6. listopada 1990.) je japanski nogometaš.

## Klupska karijera
Igrao je za klubove Cerezo Osaka i Hannover 96.

## Reprezentativna karijera
Za japansku reprezentaciju igrao je od 2013. godine te je odigrao je utakmica postigavši 1 pogodak.
S japanskom reprezentacijom je igrao na jednom svjetskom prvenstvu (2014.).

## Statistika
| Japan  | Japan | Japan |
| Godina | Nas.  | Gol.  |
| ------ | ----- | ----- |
| 2013.  | 8     | 0     |
| 2014.  | 7     | 0     |
| 2015.  | 9     | 1     |
| Ukupno | 24    | 1     |

## Vanjske poveznice
- National Football Teams